# Mademoiselle Joséphine Guyet
'Mademoiselle Joséphine Guyet' est un cultivar de rosier Bourbon obtenu en 1863 par le rosiériste français Jean Touvais,. Cette rose ancienne est rarement cultivée aujourd'hui.

## Description
Il s'agit d'un rosier présentant des fleurs doubles (17-25 pétales) rouge foncé de taille moyenne. Sa floraison est remontante.
Sa zone de rusticité est de 6b à 9b ; il supporte donc bien les froids hivernaux à -15°.
On peut l'admirer à l'Europa-Rosarium de Sangerhausen en Allemagne.

## Obtenteur
On doit à Jean Touvais, pépiniériste à Petit-Montrouge, des cultivars de rosiers comme 'Céline Touvais' (1853 hybride remontant), 'Bicolore Incomparable' (1861 hybride remontant), 'Duc Decazes' (1861 hybride remontant), 'Mme Julia Daran' (1861 hybride remontant), 'Alba Carnea' (1867 hybride remontant), 'Albert Payé' (1873 hybride remontant) ou encore 'La Syrène' (1874 hybride remontant) et 'Lutea Flora' (1874 rosier thé).